# NICOS
NICOS（ニコス）は、三菱UFJニコス株式会社の前身である旧日本信販が行っていた信販・クレジットカード事業のブランド（セグメント）である。NICOSは「New Integrated Communication Systems」から来ている。
クレジットカード「NICOSカード」を中心に、ローンカード「マイベスト」やショッピングクレジット、オートローンなど日本信販の事業が三菱UFJニコスとなってからも存続していたが、2010年までにその殆どは代替サービスへ移行しており、一般カード及び一部の提携カードを除き新規入会することはできない。

## NICOSカード
NICOSカードは、三菱UFJニコス株式会社が発行するクレジットカードである。

### 経緯
1966年に日本信販が発行開始したハウスカード「信販カード」が前身。1973年に現在のMasterCard Internationalと提携し、MasterCharge海外専用カードを渡航者向けに発行する。
1986年にVISA Internationalのカード発行権（スペシャルライセンシー）を獲得し、日本信販加盟店と海外のVISA・MasterCard加盟店で扱える日本信販ジョイントカードを発行した。
1991年に「日本信販カード」を「NICOSカード」にリニューアルし、さらに2005年のUFJニコス発足時にNICOSブランドのマークから日本信販の社標（Cマーク）を取り除いた、NICOSロゴにマイナーチェンジしている。
現在は、VISAブランドとMASTERブランドが選択できる時はMASTERブランドのクレジットカードの発行を主体としていて、VISAブランドのクレジットカードを申し込み専用サイトで発行したい場合は、申し込み専用サイトの中を隅々までよく確認しないとわからないように記載しているVISAブランド専用ページへのリンク文字をクリックしてVISAブランド専用ページを出さないと申し込みできないようになっている時がある。

#### 国内専用カード
NICOS加盟店全部と合併後のUFJカード・DCカード加盟店の一部のみでショッピングとキャッシングが扱える国内専用カード（広域なハウスカード）の新規募集をプロバーでは2010年頃まで行っていた。このカードはNICOS非加盟のコンビニエンスストアなど（UFJカード・DCカード加盟の一部を含む）では一切使えない。
募集終了後もカードフェイスを変更した上で既会員向けの更新が継続されている。また希望すれば、この国内専用カードからVISA/MasterCardへの変更申込のうえ切替えが可能であるが、別途年会費が変更となる。
提携カードについては公益財団法人日本骨髄バンクの「骨髄バンクカード」が国内専用カードの募集を受け付けていたが2017年3月31日に終了した（VISAブランド付は現在も募集中）。

### クレジットカード
ここでは提携カードを除いた、プロパー及び非提携カードについて掲載する（年会費は税込）。NICOSカード（2012年5月30日より新規申込再開）・NICOS VIASOカードと一部提携カード以外のプロパーカードは全て新規入会停止（終了）となっており、MUFGカードがその後継となっている。なお、既会員向けのカードブランドやグレードの変更申込は引き続き受け付けている。

#### プロパーカード
NICOSカード
ごくスタンダードなカード。2020年8月時点で提携カード以外で新規申込を受け付けているカードの一つだったが、2022年2月現在新規申込を停止中。年会費は1,312円。国内専用カード（年会費525円）については一部の提携カードを除いて新規申込が廃止され、国際ブランド（VISA、MasterCard）付きのみとなった。
なお、2008年3月31日限りで法人カードは新規受付が停止されており、2022年2月現在はMUFGカード（三菱UFJカードを含む）ブランドのみへの申し込みとなる。
NICOS EDGE ONカード
提携カードの廃止による切替カードとして発行されるため、公式ウェブサイトには掲載されていない。国際ブランド（VISA、MasterCard）付き。サービス内容と年会費は一般カードと同じ。
NICOS VIASOカード
貯まったポイントが手続き不要でオートキャッシュバックされる年会費無料のカード。2022年2月現在、キャラクターなどとのコラボデザインのみ新規申込を受付中。通常デザインの他にキャラクターデザインのカードも数種類ある。
元々はUFJカード（国際ブランドはVISA、MasterCard）でも発行されていたが、UFJカードと日本信販の合併以降、新規発行分はNICOSブランドでの発行にひとまず一本化された。既存会員分についてはMUFGカードにブランド変更の上で更新が継続され、MUFG VISAカード分は2017年3月から順次MUFG MasterCardブランドに切り替えられた。
2020年12月新規受付分から、通常デザインはMUFGカード（三菱UFJカードを含む。国際ブランドはMasterCard）での、キャラクターなどとのコラボデザインはNICOSカードでの発行となっている（学生はMUFG/三菱UFJカードのみ申し込み可）。国際ブランドは通常デザイン（更新のみ）・浦和レッズデザインがVISA、マイメロディデザインがVISAとMasterCardの2種で、その他はMasterCardで固定。
NICOS CAMPUS CARD「n-com」（エヌコム）
学生専用カード。在学中は年会費無料。所持するだけで海外旅行保険が適用されるなどの利点がある。国内専用とVISA、MasterCardの3ブランド。2022年2月現在新規申込は停止中。
NICOSゴールドカード
NICOS最上級グレードのカード。年会費は10,500円。1991年から発行開始された。旅行保険などが手厚いが、近年まで無料利用できる空港ラウンジが少なかった（現在は改善されている）。国際ブランドはVISA、MasterCard。2022年2月現在新規申込は停止中。

#### リボルビング払い専用カード
Soo（スー/VISA）
リボルビング払い専用。年会費は無料。支払スタイルによって「マキシマム」「ミニマム」の2種類から選べ、独自のボーナスポイント制度が有る。

#### 特色のあるカード
NICOSケータイカード（KEi-TAi Card）
指定携帯電話会社とPHS会社の利用料をこのカードで支払指定すると、カード全体の年間ショッピング利用額に応じてキャッシュバックが受けられる。年会費は1,575円。国際ブランドはVISA。
ロードネットETCカード
ETC一体型カードで、ロードサービスが付帯されている。年会費は1,575円。
NICOSプリントカード
券面の表面に、申込者が自由に設定する写真を印刷したカードを発行。年会費は1,312円。

### 過去の主なサービス
スマイルクラブ
年会費3,150円。通常ポイント（「わいわいプレゼント」又は「ゴールドポイントプログラム」）とは別枠で、ショッピング利用額の1%分（一般カードの場合）、若しくは1.2%分（ゴールドカードの場合）に相当するポイントが付与されるサービス。また、通常ポイントからの交換にも対応する（逆は不可）。このポイントはマイルや宿泊ポイントに交換が可能で、このサービスの存在が「Nicos=高還元率」というイメージをもたらし、他のカードに対するアドバンテージとなっていた。2008年12月15日をもって新規入会の受付を終了している。
タクシーチケット（個人向け）
UFJカードと共通の「UFJCard/NICOSタクシーチケット」を発行していた（DCカードの「DCタクシーチケット」は統合されていない）が、2010年12月29日をもって発行終了（法人向けは継続）。

## NICOSブランドの提携カード
NICOS郵便貯金ジョイントカード
日本郵政公社と提携し発行していたものであり、郵便貯金のキャッシュカードを搭載する。郵貯共用カードとしては最も早く登場したが、2007年に新規発行は終了し、ゆうちょ銀行になってからは発行されていない（既発行のカードの利用は継続しているが、JP BANKカードの取扱開始に伴い、有効期限をもって更新カードは発行されずに順次取扱が終了となる（参照1・参照2））。
「NICOS VISA 郵貯カード」及び「NICOS MasterCard 郵貯カード」は、「NICOS VISAカード」及び「NICOS MasterCard」と機能は同等であるが年会費が無料である。また、ゴールドカードの「NICOS VISA 郵貯ゴールドカード」及び「NICOS MasterCard 郵貯ゴールドカード」も発行しているがこちらは「NICOS VISA ゴールドカード」及び「NICOS MasterCard ゴールドカード」と同じく年会費は税別10,000円である。
JAカード

（新）マリンクレジットJFマリンバンク（漁業協同組合等）との提携。
シェル スターレックスカード出光興産・昭和シェル石油との提携カード。シェル Pontaクレジットカードとの同時所有はできないが、Pontaクレジットカードへの変更は可能。VISA TOUCHはおサイフケータイのみに対応。
シェル Pontaクレジットカード出光興産・昭和シェル石油との提携カード。クレジットカード申し込みサイトがスターレックスカードと合体していて、スターレックスカードとの同時所有はできない。ガソリン等の給油時にShell Easy Payに登録してから使うと現金専用Pontaカードよりも安いEasyPayに登録しているスターレックスカード専用価格で給油できるがNICOSのサイトの説明欄には記載なし。Pontaポイントが灯油以外の給油時に2倍になる。
ENEOS NICOSカード新日本石油（現ENEOS）との提携カード。
ISAO NICOSカードインターネットプロバイダー「isao.net」との提携カード。
eX. NICOS VISAカードツクモとの提携カード。
ディノスカードディノス（現DINOS CORPORATION）との提携。
遊・京都NICOS・VISAカード京都市観光協会との提携カード。2010年3月をもって提携解消。カードは有効期限まで利用可能。
WOWOW NICOS VISAカードWOWOW
AzbyClub NICOSカード富士通
ヤナセ NICOSメンバーズカードヤナセとの提携カード。
セキ薬品 セキクレジットカードセキ薬品との提携カード。
NICOS JRカードJRグループ6社との提携カード。国内専用とVISAブランド付の2種類。新規申し込みは終了しているが、既存会員の更新はカードフェイスと発行会社名を変更した上で継続している。
NEXCO中日本 プレミアムドライバーズカード　中日本高速道路との提携カード。Edy搭載。2011年10月のリニューアルに伴い、現在は入会の申込みを一時休止中。
E-NEXCO pass東日本高速道路との提携カード。三菱UFJニコスが発行するカードとしては唯一Visa TouchもしくはSmartplusの一体型カードとなっている。

## マイベスト
2006年に受け付け終了し、「三菱UFJニコス ローンカード」が後継となっている。

## 三菱UFJニコスギフトカード
2007年にそれまでの「UFJ NICOSギフトカード」と「DCギフトカード」を統合した。

## 個品割賦事業
日本信販創業時の基幹事業であり、ショッピングクレジットの他、オートローン、大学受験予備校・資格予備校・英会話教室などの学費ローン（特定役務提供）など4000億円余り（2007年）の取扱高を計上していた。一方、旧東京三菱銀行をメインバンクとしていたジャックス (信販)が2007年に三菱UFJフィナンシャルグループの持分法適用会社化し、傘下の三菱東京UFJ銀行および三菱UFJニコスとの業務提携を締結し、時期を前後して三菱UFJニコスがクレジットカード専業会社へ事業転換を図ることになったことに伴い、2008年に個品割賦事業（債権）を「JNS管理サービス株式会社」として会社分割し、同社をジャックスが吸収した。